# Роберта (певица)
Роберта (исп. Robertha; род. 1 января 1949, Лима, Перу) — перуанская и мексиканская певица и актриса.

## Биография
Иоланда Гутьеррес родилась в первый день 1949 года в столице Перу Лиме. Она дочь перуанской певицы  Фетиче (Розы Гутьеррес). Наиболее успешная часть  карьеры Иоланды, взявшей псевдоним Роберта, пришёлся на период после  переезда в Мексику. В шестидесятых и семидесятых годах прошлого века её песни и альбомы раз за разом занимали лидирующие позиции в чартах, а песня  Amor no llores  сделала певицу популярной даже в США. Поклонники и журналисты прозвали её Robertha La voz del Amor — Роберта, голос любви.
В кинематографе популярность Роберте принесла одна из главных ролей в драме 1970 года «Белые розы для моей чёрной сестры» режиссёра Абеля Саласара, где она также пела. Также её можно было увидеть в сериале «Богатые тоже плачут».
В августе 2016 года она представляла Перу на Всемирном фестивале болеро.
В 2019 году Роберта приняла участие в мексиканском аналоге The Voice Senior.